# لا ویلا (تگزاس)
لا ویلا، تگزاس (به انگلیسی: La Villa, Texas) یک شهر در ایالات متحده آمریکا با جمعیت ۱٬۳۰۵ نفر است که در تگزاس واقع شده‌است.

## موقعیت جغرافیایی
موقعیت جغرافیایی شهرها و مناطق اطراف به شرح زیر است: